# Iablouniv
Iablouniv (en ukrainien : Яблунів) ou Iablounov (en russe : Яблонoв ou Iabouoniouf, polonais : Jabłoniów) est une commune urbaine de l'oblast d'Ivano-Frankivsk, en Ukraine. Sa population s'élevait à 2 042 habitants en 2021.

## Géographie
Iablouniv se trouve sur les bords de la rivière Lioutchka, à 17 km au sud-sud-ouest de Kolomyia, à 61 km au sud-sud-est d'Ivano-Frankivsk et à 464 km au sud-ouest de Kiev.

## Histoire
La ville comptait une importante communauté juive. En 1900, 1 105 membres sur 1 861 habitants, en 1921, 834 membres sur 1 789 habitants. Celle-ci fut décimée en 1942 lors d'exécutions de masse perpétrées par une unité des Einsatzgruppen d'Allemands assistés par la police ukrainienne et également lors de déportations au camp d'extermination de  Bełżec,.

## Population
Recensements (*) ou estimations de la population :
| 1880  | 1900  | 1921  | 1959* | 1970* | 1979* |
| ----- | ----- | ----- | ----- | ----- | ----- |
| 1 629 | 1 861 | 1 789 | 2 742 | 1 547 | 1 667 |

| 1989* | 2001* | 2010  | 2011  | 2012  | 2013  |
| ----- | ----- | ----- | ----- | ----- | ----- |
| 1 834 | 1 867 | 2 016 | 2 032 | 2 046 | 2 056 |

| 2014  | 2015  | 2016  | 2017  | 2018  | 2019  |
| ----- | ----- | ----- | ----- | ----- | ----- |
| 2 073 | 2 077 | 2 082 | 2 092 | 2 093 | 2 070 |

| 2021  | - | - | - | - | - |
| ----- | - | - | - | - | - |
| 2 042 | - | - | - | - | - |

## Personnalités
- Stanisław Jan Jabłonowski (1634–1702), noble polonais et officier.
- Maksymilian Nowicki (1826–1890), chercheur en zoologie polonais et père du poète Franciszek Nowicki.
- Mykola Matiyiv-Melnyk (1890–1947), écrivain et journaliste ukrainien.